# San José (département)
Pour les articles homonymes, voir San José.
Le département de San José est situé dans le sud-ouest de l'Uruguay dont une partie jouxte Montevideo.

## Géographie
Le département se situe sur les côtes du fleuve d'Argent, connu sous son nom géographique de río de la Plata qui le borde dans sa partie méridionale. Au nord, il est délimité par le département de Flores, à l'est par ceux de Florida et de Canelones, à l'ouest par celui de Colonia et, à l'extrême sud-est, il confine avec celui de Montevideo.
La géographie du département peut être divisée en plusieurs micro-régions. 
- Au sud s'étire la côte du Río de la Plata qui est peu élevée, sablonneuse avec de longues plages entrecoupées parfois de marais, et qui a été plantée d'arbres comme les pins et autres eucalyptus pour y fixer les zones dunaires.
- Au nord du littoral platéen, se déploie la Cuchilla Mangrullo qui représente  aussi la limite sud-ouest du bassin hydrographique de la rivière San José, affluent de rive droite du fleuve Santa Lucia qui se jette dans le río de la Plata à Ciudad del Plata.
- A l'est du département, le fleuve  Santa Lucía draine une région argileuse et marécageuse, surtout dans son embouchure avec le Río de la Plata où s'est formé un petit delta. Le fleuve qui se jette dans la Baie de Montevideo sert également de limite interdépartementale  avec le département de Montevideo, situé à l'est.
- À l'extrême nord de cette chaîne de collines, se trouve la ville de San José de Mayo qui est la capitale du département et qui est arrosée par la rivière San José.
- Enfin, le nord du département est vallonné avec la cuchilla de Tala et la sierra Mahoma (dans l'extrême nord-ouest).

## Histoire
En mai 1783, Don Eusebio Vidal parti de Montevideo pour implanter une nouvelle colonie plus à l'ouest sous les ordres du gouverneur Juan José de Vértiz y Salcedo. Dans son expédition, il y avait une quarantaine d'hommes (chefs de famille) et 200 indiens, ils commencèrent par construire les routes pour relier la future colonie à Montevideo, puis le 1er juin 1783, ils bâtirent les habitations rudimentaires, c'est seulement en 1789 que les maisons en briques furent construites, ce qui permit aux familles entières d'arriver dans cette nouvelle colonie (d'autres familles revenant d'une expédition manquée en Patagonie se joignirent aux premiers habitants).
Dans la quête de l'indépendance du pays, le département joua un rôle prépondérant, en effet, c'est sur ses plages qu'ont débarqué les 33 Orientales dirigés par le général José Artigas, et c'est là qu'ont commencé les premières batailles contre le colonisateur avec par exemple la Bataille de San José le 25 avril 1811. C'est aussi à San José que les bases constitutionnelles de la République furent débattues par l'Assemblée Générale Constitutive (Asamblea General Constituyente) le 24 novembre 1818. San José fut l'un des six départements uruguayens fondés en 1816.

## Population

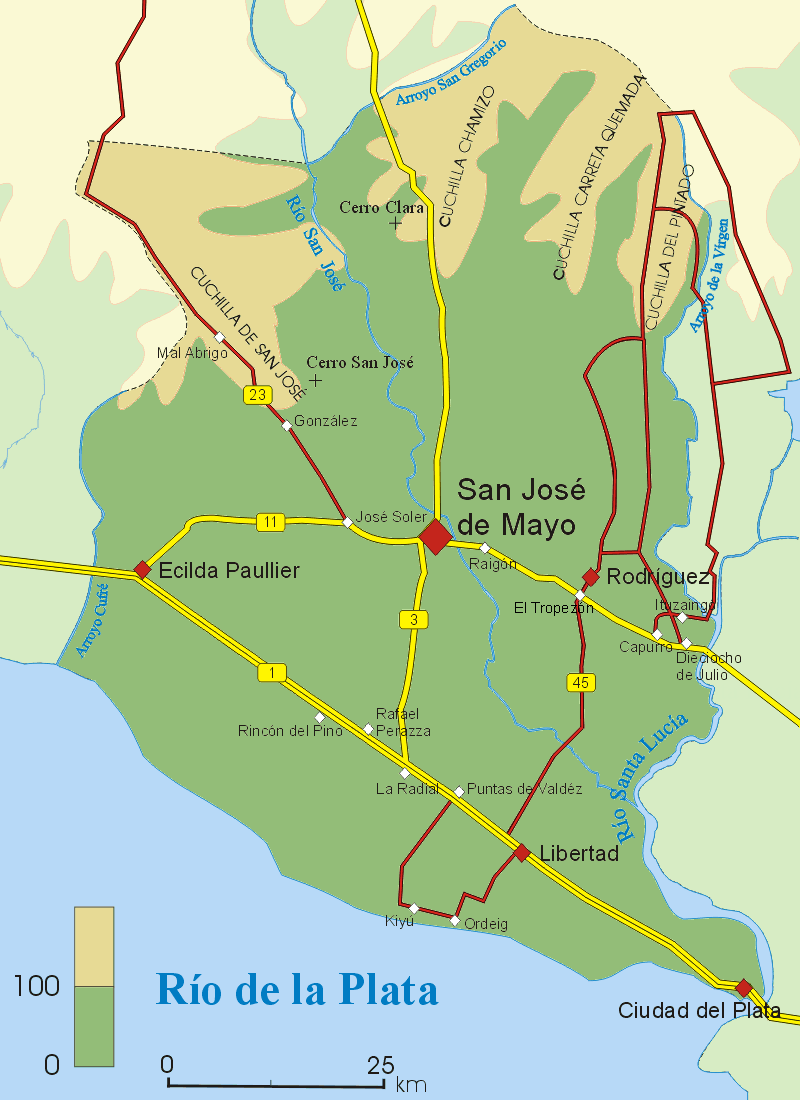
Carte du département de San José.

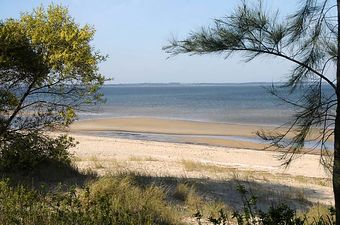
Plage à Ciudad del Plata.

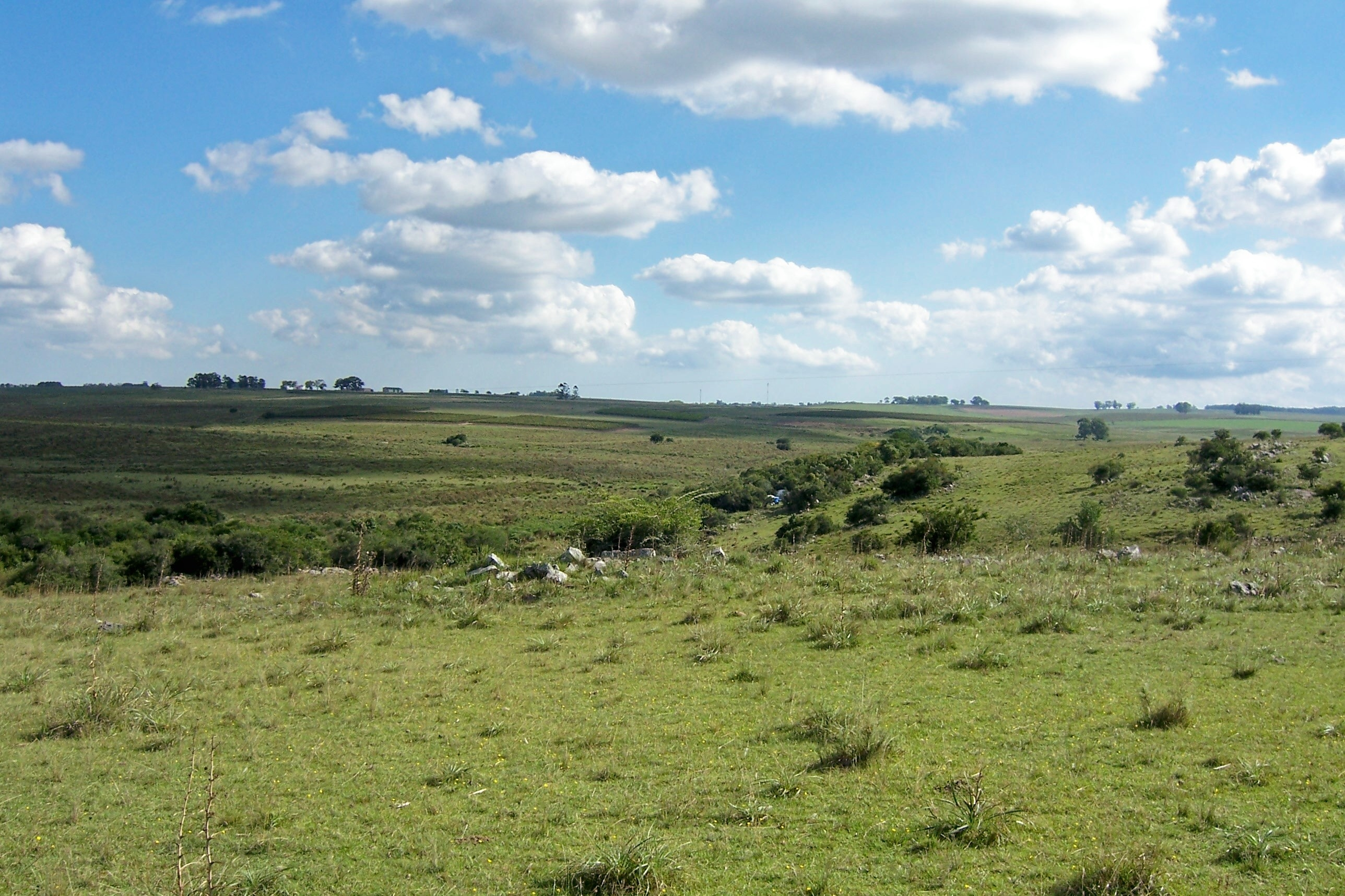
Mal Abrigo.

Selon le recensement de 2004.

### Villes les plus peuplées
| Ville                       | Population     |
| --------------------------- | -------------- |
| San José de Mayo (capitale) | 36 339         |
| Ciudad del Plata            | 35 588 (2006)* |
| Libertad                    | 9 196          |
| Rodríguez                   | 2 561          |
| Ecilda Paullier             | 2 351          |
| Rafael Perazza              | 1 235          |

* Les endroits qui ont été intégrés dans la Ciudad del Plata en 2006.

### Autres villes
| Ville              | Population |
| ------------------ | ---------- |
| Ituzaingó          | 740        |
| Raigón             | 583        |
| Capurro            | 580        |
| Villa María*       | 512        |
| Dieciocho de Julio | 433        |
| Mal Abrigo         | 370        |
| Juan Soler         | 333        |
| Kiyú-Ordeig        | 332        |
| González           | 251        |
| Radial             | 187        |
| Rincón del Pino    | 174        |
| Scavino            | 155        |
| Costas de Pereira  | 88         |
| Cerámicas del Sur  | 86         |
| Cañada Grande      | 69         |
| Carreta Quemada    | 69         |
| La Boyada          | 67         |
| San Gregorio       | 56         |
| Boca del Cufré     | 38         |

* Les endroits qui ont été intégrés dans la Ciudad del Plata en 2006.

## Économie
L'économie du département est basée sur l'élevage (bovin, ovin, porcin et volaille), mais aussi sur la production agricole (blé, betterave, pomme de terre, maïs, vigne, tournesol, etc.).

Environ 22,5 % de la population active travaille dans l'agriculture ou l'élevage qui représente 20,7 % du PIB départemental, 20 % dans l'industrie pour 20 % du PIB, 14,3 % dans le secteur du tourisme pour 12 % du PIB, 23,8 % sont fonctionnaires et réalisent 20 % du PIB et 19,4 % travaille dans d'autres secteurs ou n'ont pas de travail.